# Molophilus inarmatus
Molophilus inarmatus är en tvåvingeart som beskrevs av Alexander 1940. Molophilus inarmatus ingår i släktet Molophilus och familjen småharkrankar. Inga underarter finns listade i Catalogue of Life.